# Augustin-Martin Lottin
Augustin-Martin Lottin (1726-1793), dit aussi Lottin l'aîné, est un imprimeur parisien du XVIIIe siècle et un historien de l'imprimerie. 

## Biographie
Augustin-Martin Lottin appartient à une famille de libraires et d'imprimeurs actifs à Paris de 1717 à 1846, dont le premier est son père, Philippe Nicolas Lottin. Augustin-Martin, fils aîné de Philippe Nicolas, suit des études au collège de Beauvais, puis se forme chez le libraire et imprimeur Jean-Baptiste III Coignard ; il reprend son fonds en 1752.

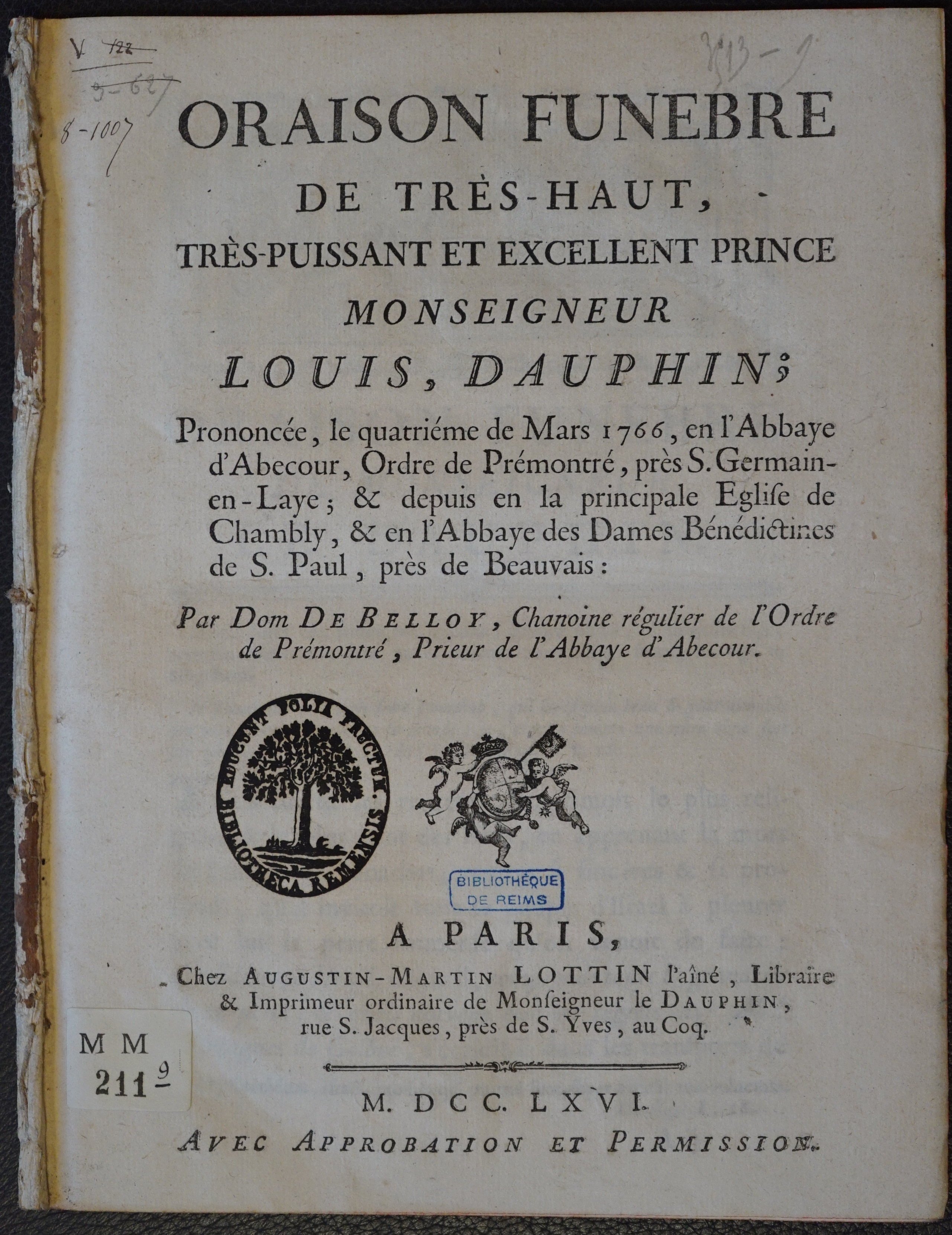
Exemple de publication.

Établi à Paris rue Saint-Jacques, il épouse en 1754 Catherine-Françoise Boullanger, elle-même fille d'imprimeur libraire ; il reçoit les titres d'imprimeur du duc de Berry en 1760, d'imprimeur du Dauphin en 1765, d'imprimeur-libraire du roi en 1775. Dans le cadre du programme pédagogique établi par le comte de La Vauguyon, gouverneur du Dauphin, Lottin est chargé en 1766 d'enseigner au futur Louis XVI, alors âgé de 12 ans, les rudiments de la typographie ; sous sa direction, Louis XVI imprimera au château de Versailles un livret de 58 pages, Description de la forêt de Compiègne,.
Lottin devient imprimeur ordinaire de la Ville de Paris entre 1768 et 1789 ; en 1777, il est syndic de la communauté des libraires. Après sa faillite en 1783, il cède son entreprise et son brevet d'imprimeur à son cousin Jean-Roch Lottin.
Il publie très régulièrement de 1759 à 1779 les catalogues des livres qu'il a imprimés, en vente dans sa librairie.
Lottin publie à partir de 1750 plusieurs textes à caractère historique et bibliographique, en particulier son Catalogue chronologique des libraires et des libraires-imprimeurs de Paris depuis l'an 1470 qui reste une référence pour l'histoire de l'imprimerie à Paris,.

## Publications
- Raison, ou, idée de la poésie de Giovanni Vicenzo Gravina, édité par Augustin-Martin Lottin, édition de 1755[8].
- Mémoire pour le sr Augustin-Martin Lottin, l'aîné, libraire & imprimeur de M. le duc de Berry, édition de 1763[9].
- Voyage de S. Cloud, par mer et par terre. 2de partie contenant le retour de S. Cloud à Paris, par mer et par terre, Londres, 1750, XIV-51 p. Lire en ligne sur Gallica[10].
- L'Almanach de la vieillesse, ou Notice de tous ceux qui ont vécu cent ans et plus, Paris, 1762-1763, devenu Almanach des centenaires ; ou Durée de la vie humaine au-delà de cent ans, 1764-1773, 12 vol.
- Liste chronologique des éditions, des commentaires et des traductions de Salluste, Paris, 1763, 24 p. ; 2e édition augmentée en 1768, 36 p. Lire en ligne sur Gallica
- Plainte de la Typographie contre certains imprimeurs ignorans qui lui ont attiré le mépris où elle est tombée, poëme latin par Henri Estienne, Paris, Jean-Roch Lottin, XII-26 p. : traduction du poème latin Artis typographicae querimonia de Henri Estienne.
- Catalogue chronologique des libraires et des libraires-imprimeurs de Paris depuis l'an 1470, Paris, Jean-Roch Lottin, 1789, 2 vol. in-8 Lire en ligne.